# Out of Evil Cometh Good (film 1912)
Out of Evil Cometh Good è un cortometraggio muto del 1912 diretto da Warwick Buckland.
Si conoscono pochi dati del film che, prodotto dalla Hepworth, fu distrutto nel 1924 dallo stesso produttore. Cecil M. Hepworth, in gravi difficoltà finanziarie, giunse a tanto per poter recuperare il nitrato d'argento della pellicola.

## Trama
La figlia di una donna che sta per morire ruba in casa dei ricchi genitori della madre.

## Produzione
Il film fu prodotto dalla Hepworth.

## Distribuzione
Distribuito dalla Hepworth, il film - un cortometraggio di quasi cento metri - uscì nelle sale cinematografiche britanniche nel maggio 1912.